# Secondatia floribunda
Secondatia floribunda är en oleanderväxtart som beskrevs av A. Dc.. Secondatia floribunda ingår i släktet Secondatia och familjen oleanderväxter. Inga underarter finns listade i Catalogue of Life.